# Austrolimnophila (Austrolimnophila) buxtoni
Austrolimnophila (Austrolimnophila) buxtoni is een tweevleugelige uit de familie steltmuggen (Limoniidae). De soort komt voor in het Afrotropisch gebied.